# Tre (La Fossa)
Tre, uscito nel 2001, è il secondo album in studio de La Fossa, e vede la partecipazione del beatmaker Martinez, entrato a far parte del gruppo nello stesso anno.

## Tracce
1. Fuori Dalle Tombe-La Resurrezione
2. Bandito
3. In Mexico
4. Tecniche Perfette
5. Mind Trips
6. Un Buco In Più (tributo agli N.W.A.)
7. Clinica 2001
8. Settembre (feat. Simone Balia)
9. Nel Tuo Ricordo
10. This Is My Hip-Hop
11. Sotto Tiro
12. Un Altro Eroe
13. Vite Prepotenti
14. Sostanze
15. Un'Altra Storia (feat. Loredana Fadda)
16. Fine